# احمق آمریکایی خوش‌تیپ
احمق آمریکایی خوش‌تیپ (انگلیسی: Yankee Doodle Dandy) فیلمی در ژانر زندگی‌نامه‌ای و موزیکال به کارگردانی مایکل کورتیز است که در سال ۱۹۴۲ منتشر شد.

## خلاصه داستان
فیلمی دربارهٔ زندگی آهنگ ساز، نمایشنامه نویس، بازیگر، رقاص و خواننده معروف «جورج ام کوهن»...

## بازیگران
- جیمز کاگنی
- جوآن لزلی
- والتر هیوستون
- آیرین منینگ
- ریچارد ورف
- جورج توبیاس
- رزماری دکامپ
- جین کاگنی
- فرانسیس لنگفورد
- جورج باربیه
- سکه ساکال
- والتر کتلت
- اودت میرتیل
- داگلاس کرافت
- آن دران
- جورج میکر
- گلن کاوندر
- لسلی بروکس
- لان مک‌کالیستر
- فرانسیس پیرلوت
- فرانک سالی
- لئون بلاسکو
- چستر کلوت
- توماس جکسون
- جان شیهان
- والیس کلارک
- تام دوگِـن
- بروکس بندیکت
- جرج اووی

## جوایز
- جایزه اسکار بهترین بازیگر نقش اول مرد ۱۹۴۲م (جیمز کاگنی)
- جایزه اسکار بهترین موسیقی فیلم ۱۹۴۲م (ری هایندورف و هاینتس اریک رومهلد)
- جایزه اسکار بهترین صدابرداری ۱۹۴۲م